# Daejoyeong
Daejoyeong (hangeul : 대조영 ; hanja : 大祚榮) aussi connu sous le nom de Roi Go (hangeul : 고왕 ; hanja : 高王; [ko.waŋ] en coréen; Gao en chinois) est le fondateur du royaume de Balhae dont il a été le roi de 698 à 719. Fils de Dae Jung-sang, un général de Koguryo, il construit un nouvel état après la chute de Koguryo, tombé sous les coups du royaume de Silla et de la Chine des Tang. Pour ce faire, il s'est allié avec Geol Sabiu, le chef des tribus Mohe.
Sa vie a fait l'objet d'une série télévisée, Dae Jo-yeong (en) (2007).